# Баранов, Вячеслав Петрович
Вячеслав Баранов — советский и украинский радиоспортсмен (позывной — UT5DL). Трёхкратный чемпион СССР (1982–1984 гг.), призёр чемпионата СССР (1989), входил в десятку лучших спортсменов года в соревнованиях на ультракоротких волнах (УКВ) (1983–1989). Выступал за сборную СССР (1983–1989), был её капитаном. Мастер спорта СССР международного класса (2003) и Заслуженный мастер спорта Украины по связи на УКВ.
Первую свою радиостанцию открыл в Казахстане в райцентре Щербакты, где когда-то жил с семьёй. Начал выступать в различных турнирах ещё в армии. Благодаря тому, что знал азбуку Морзе, в армии выиграл конкурс: в спортивной роте были соревнования, которые назывались «Охота на лис» (радиопеленгация). С помощью приёмника нужно было искать спрятанные передатчики. Кроме того, занимался приём-передачами радиограмм, радиомногоборьем. По возвращении из армии, защищал честь Закарпатской области. Впоследствии увлекся УКВ и начал ездить на соревнования. В 1983 г. ему впервые удалось выиграть чемпионат Украины по этому виду спорта и попасть в республиканскую сборную. В то же время он сначала работал в Закарпатском радиоцентре, впоследствии&— в ДОСААФ инструктором по радиоспорту, затем — в ужгородской электросети в службе радиосвязи. В 80-е гг. занимался некоторыми изобретениями для Вооружённых сил. Так, в свое время за разработку нового датчика кода Морзе, содержащий микро-ЭВМ, получил Государственную премию СССР. В настоящее время работает в областном радиоцентре начальником цеха радиорелейных линий. Национальный судья по спорту (радиоспорт) (2010). Избирался председателем Закарпатского областного отделения Лиги Радиолюбителей Украины и Комитета радиосвязи на УКВ федерации радиоспорта Украины. Живёт в Ужгороде.
Ученик Ярослава Васильевича Манько, который в своё время завоевал чемпионский титул международного масштаба в номинации коротковолников-международников.